# Alphaville (banda alemana)
Alphaville es un grupo musical alemán de synth pop que fue muy popular en la década de 1980. Sus canciones más populares son Forever Young, Big in Japan, Jet Set y Sounds Like a Melody, todas contenidas en su álbum de debut Forever Young de 1984.

## Historia
En 1982, el cantante Marian Gold y el teclista Bernhard Lloyd formaban parte de un proyecto musical llamado Nelson Community, allí formaron una banda llamada Chinchilla Green que no prosperó. Ese mismo año, Lloyd formó una banda con Frank Mertens, otro teclista; entonces ellos llamaron a Gold para que fuera el cantante y así nació la banda Forever Young, que más tarde sería rebautizada como Alphaville.
En 1983, Alphaville edita su primer sencillo titulado Big in Japan, que pronto se convertiría en un éxito mundial y que junto con Sounds Like a Melody serían un anticipo de su álbum Forever Young, que incluía también el éxito del mismo nombre. Pese al éxito obtenido, Frank Mertens deja la banda y es reemplazado por Ricky Echolette en teclados y guitarra, quien fuera compañero de ellos en Chinchilla Green.
En 1986, publicaron otro sencillo llamado Dance with Me que tendría gran éxito, como anticipo de su segundo álbum titulado Afternoons in Utopia. En 1988, editan un recopilatorio conteniendo todos los sencillos de la banda hasta ese momento y, al año siguiente, lanzan The Breathtaking Blue, que incluía el sencillo Romeos.
Alphaville tardó varios años en editar su siguiente álbum, mientras tanto, Marian Gold realizó un disco en solitario en 1992. Es en 1994 cuando Alphaville realiza su cuarto álbum de estudio, llamado Prostitute. En 1996, Ricky Echolette abandonó la banda pero dejó algunas contribuciones para el álbum Salvation, que se editaría al año siguiente.
Entre 1997 y 2010, Alphaville solo edita álbumes recopilatorios y de rarezas. Pero ya para 2003, la banda volvió a mutar con la partida de Bernhard Lloyd. La formación quedó entonces con Gold como cantante, Martin Lister en teclados, Dave Goodes en guitarra y Jakob Kiersch en batería. En 2010, editan su sexto álbum de estudio llamado Catching Rays on Giant.
El 21 de mayo de 2014 falleció el teclista Martin Lister. En 2017 la agrupación publica un nuevo álbum de estudio, titulado Strange Attractor.

### Forever Young(1984)
En otoño de 1984, lanzaron su álbum debut, Forever Young, producido por Colin Pearson, Wolfgang Loos y Andreas Budde.
"Big in Japan" encabezó las listas de éxitos en Alemania, Grecia, Suiza, Suecia, Turquía, Venezuela y el Billboard Dance Chart de Estados Unidos (el único Top 10 del grupo en cualquier cuadro de Billboard). El sencillo también alcanzó el Top Five en los Países Bajos, Noruega, Austria, Irlanda y Sudáfrica. Se convirtió en el único sencillo del Top 20 del grupo en el Reino Unido, llegando al número 8.
Los siguientes dos sencillos de la banda, "Sounds Like a Melody" y "Forever Young", también fueron éxitos en el Top 5 de Europa, aunque la canción anterior no causó impresión en las listas estadounidenses. La canción "Forever Young" fue escrito durante la Guerra Fría, donde el cantante dijo "confiando que salga bien, pero esperando lo peor; ¿vas a tirar la bomba o no?"
En medio de informes de que la estrella del pop Laura Branigan presentaba la canción en su próximo álbum, Hold Me, "Forever Young" de Alphaville fue relanzada como un sencillo en los Estados Unidos. La versión de Alphaville fue lanzada por tercera vez en los Estados Unidos en 1988, para promocionar Alphaville: The Singles Collection, y alcanzó el puesto número 65, su mayor registro (y también el último) en el Billboard Hot 100. 
Poco después del éxito del álbum, Mertens dejó la banda en diciembre de ese año, porque tuvo un estrés con los medios y fue reemplazado en enero de 1985 por el viejo amigo de Marian, Ricky Echolette, en los teclados y, además, fue el guitarrista de la banda. 

### Afternoons in Utopia(1986)
En 1986, su segundo álbum, Afternoons in Utopia, fue lanzado y su primer sencillo "Dance With Me" fue un éxito Top 20 en Alemania, Francia, Noruega, Suecia, Suiza, Sudáfrica y en forma de remix en los Estados Unidos. Alcanzó el Top 30 en Austria, Italia y en la lista de US Club Play. El segundo sencillo del álbum fue "Universal Daddy". Para su tercer sencillo, la banda lanzó "Jerusalem" solo en Alemania, mientras que fueron con "Sensations" para Austria, Francia, los Países Bajos y Suiza. El último sencillo de Afternoons in Utopia fue "Red Rose", en 1987. 

### The Breathtaking Blue(1989)
Su tercer álbum en 1989, The Breathtaking Blue, incluía los sencillos "Romeos" y "Mysteries of Love" y fue lanzado como CD + G, incluyendo fotografías en blanco y negro con letras originales y traducción al alemán. Como alternativa a los videos musicales individuales, la banda reclutó a nueve directores, entre ellos Godfrey Reggio (Koyaanisqatsi), para crear una película titulada Songlines basada en las pistas del álbum.

### Prostitute(1994)
El siguiente álbum, Prostitute, no fue lanzado hasta 1994. El primer sencillo lanzado fue "Fools", seguido por el segundo y último sencillo del álbum, "The Impossible Dream". Durante la gira de este álbum, Robbie France se unió brevemente a la banda en la batería. En 1997, después de que la banda fue a grabar su próximo álbum, Echolette dejó la banda porque decidió pasar tiempo con su familia.

### Salvation(1997)
Salvation siguió en 1997. En 2000 Stark Naked and Absolutely Live fue lanzado. En 2001, el álbum remix Forever Pop y un DVD titulado Little America de dos conciertos realizados en Salt Lake City, Utah. Bernhard Lloyd no contribuyó al álbum CrazyShow de edición limitada de 2003, y poco después de su lanzamiento el 18 de marzo de 2003, abandonó oficialmente el grupo, pero se mantiene en contacto con Gold. Los miembros principales del escenario de Alphaville fueron Gold y nuevos reclutas, Martin Lister (teclados), David Goodes (guitarras) y Jakob Kiersch (batería).

### Catching Rays on Giant(2010)
El 19 de noviembre de 2010 se lanzó el álbum Catching Rays on Giant, el primer álbum de estudio comercial en 13 años y entró en las listas de álbumes alemanes en el número 9 en su primera semana. Los músicos de gira se convirtieron en miembros de la banda en este punto. El segundo sencillo del álbum fue la canción "Song for No One", lanzado el 4 de marzo de 2011. Está disponible en dos formatos, uno como un CD de 12 pistas y el otro una edición de lujo con CD más cuatro pistas adicionales y DVD. También está disponible digitalmente desde varias plataformas de descarga. El DVD en el paquete de lujo incluye el video del primer sencillo y un documental titulado Audiovision, que está disponible en una versión normal y también en una versión 3D. El paquete contiene gafas 3D. La banda celebró una fiesta de lanzamiento del álbum, donde tocaron un corto set desenchufado, en el Club Quasimodo en Berlín, en la noche del 18 de noviembre de 2010, a la que fueron invitados sus amigos y admiradores más cercanos. El álbum presentó al miembro de la banda Martin Lister en la voz principal de la canción, "Call Me Down". En 2011, Maja Kim se unió a la banda en el bajo.
Los primeros lanzamientos de sencillo y álbum estuvieron disponibles al principio solo en Alemania y a través de tiendas en línea y plataformas de descarga en países de habla alemana. El primer sencillo del álbum se tituló "I Die for You Today", disponible como descarga digital el 8 de octubre de 2010, lanzado en formato CD el 22 de octubre de 2010. Ingresó en las listas alemanas en el número 15 en su primera semana de lanzamiento y se quedó en el top 100 por 8 semanas. Invitado por el diseñador Michael Michalsky, Alphaville interpretó canciones del nuevo álbum, así como viejos éxitos en StyleNite el 21 de enero de 2011 durante la Semana de la Moda de Berlín. En marzo de 2011, Alphaville realizó una gira por el álbum en Alemania y firmó un nuevo acuerdo con Universal Music Group.
El 21 de mayo de 2014, Martin Lister murió inesperadamente, anunciado por la banda a través de su página de Facebook y lista de correo de Yahoo, unos días después. Fue reemplazado por Carsten Brocker. En 2016, la bajista Maja Kim se fue para seguir nuevos desafíos luego de que el puesto lo ocupara Alexandra Merl.

### Strange Attractor(2017)
Strange Attractor fue lanzado el 7 de abril de 2017 después de un tiempo de producción extremadamente largo, con un video para el sencillo "Heartbreak City". En agosto de 2017, realizaron una gira de conciertos en Houston, Nueva York, Chicago, y San José y Burbank, California.
Eternally Yours (2022)
Después de 5 años desde su último álbum Strange Attractor en 2017, Alphaville lanza su octavo álbum de estudio Eternally Yours el 23 de septiembre del 2022.

## Proyectos
Gold ha lanzado dos álbumes en solitario (So Long Celeste, 1992, y United, 1996, ambos mezclando creaciones personales y versiones), junto con su trabajo en la banda.
Lloyd también trabajó en un proyecto llamado Atlantic Popes con el cantante Max Holler, lanzando un CD de 13 pistas.
Del 25 al 26 de mayo de 2018, Alphaville y Marian Gold tocaron dos noches en el club Whiskey a Go Go de Hollywood. Los dos conciertos también fueron transmitidos en vivo.
El 15 de marzo de 2019, su álbum debut fue remasterizado para el 35 aniversario.

## Legado
La canción de Alphaville "Forever Young" apareció en la película Listen to Me (1989) con Kirk Cameron en uno de sus primeros papeles en el cine. "Forever Young" se interpretó en una escena relacionada con el baile de graduación de la escuela secundaria en la película de 2004 Napoleon Dynamite. Apareció en un episodio de la comedia It's Always Sunny en Filadelfia titulado "Underage Drinking: A National Concern" durante una escena en la que un personaje principal asiste a un baile de graduación de la escuela secundaria, y en un montaje de despedida de un episodio de 30 Rock. En 2007, cuando Tourism New Zealand presentó la canción en su comercial de televisión "Forever Young" 100% Pure New Zealand, el comercial alcanzó su punto máximo en la página principal global de YouTube durante 24 horas. "Forever Young" también apareció en la película canadiense 1987 (2014). "Forever Young" apareció en la serie animada Regular Show en el episodio "Skips 'Story", donde Skips relata la historia de cómo se volvió inmortal.
La banda sueca de metal melódico Embraced hizo una versión de "Big in Japan" en su álbum Amorous Anathema de 1998. En 2000, Guano Apes cubrió "Big in Japan" en su segundo álbum de larga duración, Don't Give Me Names. En 2008, "Big in Japan" apareció en el comercial del programa de televisión sueco Stor i Japan (Traducido: Big in Japan) y también se usó varias veces dentro del programa, utilizando diferentes versiones de portada como tema de apertura. El programa de 120 minutos de VH1 Classic presenta a menudo la canción.
En la primera parte de 2006, la banda de guitarra australiana Youth Group llevó su nueva versión de "Forever Young" al número 1 en las listas oficiales de Australia, gracias en parte a la exposición que recibió la canción de estar en la popular serie de televisión estadounidense The O.C. y su quinto CD de la banda sonora de TV, Music from the OC: Mix 5.
La canción de Alphaville "Big in Japan" fue cantada por el concursante István Szarka en el programa de talentos húngaro Megasztár en mayo de 2010. La canción se convirtió rápidamente en una sensación de YouTube llamada "Bikicsunáj", completa con subtítulos burlándose de la falta de comprensión de Szarka y la pobre pronunciación del inglés.
"Young Forever" es el cuarto sencillo del rapero estadounidense de hip hop Jay-Z de su álbum The Blueprint 3 en el sello Roc Nation. La canción fue producida por el rapero Kanye West. Es un leve repaso de la canción de 1984 de Alphaville "Forever Young": se conserva la melodía original, el Sr. Hudson canta la letra original (principalmente durante el coro), y Jay-Z rapea en lugar de los versos.

## Discografía
- Forever Young (1984).
- Afternoons in Utopia (1986).
- The Breathtaking Blue (1989).
- Prostitute (1994).
- Salvation (1997).
- Catching Rays on Giant (2010).
- Strange Attractor (2017).
- Eternally Yours (2022).